# 고우바루 아키코
고우바루 아키코(合原 明子, ごうばる あきこ 1985년 7월 31일 ~)는 일본의 언론인으로, NHK의 여성 아나운서이다. 2009년에 입사했다.
1985년 8월 일본 도쿄도에 태어났다. 그녀의 부모님은 오이타현 출신이다. 도쿄 여자 학원 고등학교를 졸업하고 도쿄 외국어대학교에서 외국어 학부를 졸업했는데 스페인어를 전공하고 2009년에 NHK에 입사했다. 2014년 5월에 결혼을 했다.